# フレーム形式 (自動車)
フレーム形式（フレームけいしき）は、自動車の構造の技術である。「フレーム」は英語で「骨組み」、「枠」を意味する。日本語で車枠とも。
自動車の車台構造は、セパレートフレーム、アンセパレートフレーム、ユニコンストラクション（モノコック、ユニボディー）に大別される。

## セパレートフレーム
ボディー・オン・フレーム (Body-on-frame) とも呼ばれ、単にフレーム型、フレーム構造ともいわれる。堅牢なフレームをつくり、そこに別に製作したボディーを乗せる構造のこと。フレームはエンジン、トランスミッション、車軸、サスペンション、車輪など駆動列（ドライブトレーン）を支える役割があり、多くの場合これのみでの走行も可能である。これは自動車の始まりから現在まで続く基本的構造である。
最初のフレーム材料は木製で、一般にはトネリコが使われた。これは1900年頃より一般に鉄製（スチール製）に置き換わった。その先駆は1900年のメルセデス・シンプレックスである。ごく一部の小型軽量車両ではその後も1930年代まで軽量化を主目的に木製フレームが使われていた。モーガンでは今もトネリコを使い続けている。
米国では自動車のデザインを頻繁に変更する販売様式（計画的陳腐化）をとっており、ボディー設計自由度の高いはしご型フレーム（ラダーフレーム）を使用する時代が長く続いた。これにより消費者に一番訴求力のあるボディー様式と内装が、車の基本性能に影響を与えることなく頻繁に変更できるため、設計・開発期間の短縮によるモデルチェンジの経費と、新型車の販売価格を低減できた。またこのことは、同じシャーシから乗用車とトラック・バンなど、異なる車種を容易に製作できることになり、モデルの多様化にも貢献した。特に自動車開発がコンピューター化されていない時代にはこの点が大きな優位性をもっていた。
第二次世界大戦後、航空技術者の自動車産業界への進出により、小型車の多くは1960年代よりモノコック構造に移行しており、トラック、一部のバス、大型乗用車のみが従来型のフレーム構造を踏襲していた。移行には数十年を要したが、今日ではSUVと呼ばれる区分に属する車両でもモノコックが採用される場合が増えている。
しかしながら、重量物を積載するトラックなど過酷な使用に耐える車両では、いまだセパレートフレーム構造が主流となっている。
フォード社のリンカーン・タウンカーは高級車最後のセパレートフレーム構造であり、リムジン車両製作では、車体架装の容易さから多くの需要がある。

### 特徴
- 長所
  - 設計、製作、修正が容易。CADが一般的に使用されるようになった今日、量産車においてはこの項目の重要性は低いが、競技車両では有効。
  - 頑丈で耐久性が要求される用途に向いている。
  - 交通事故に遭った際の車体修復が容易。
- 短所
  - モノコックよりも重い（はしご型フレーム）。
  - 一般的に重心が高め（はしご型フレーム）。
  - モノコックと比較し、トーション（力が加わった際の全体のねじれ）に弱く、ねじり剛性が低い（マルチチューブラーフレームを除く）。
  - フレームと車体の振動周波数が異なり低級振動が出やすい（マルチチューブラーフレームを除く）。

### 種類

#### はしご型

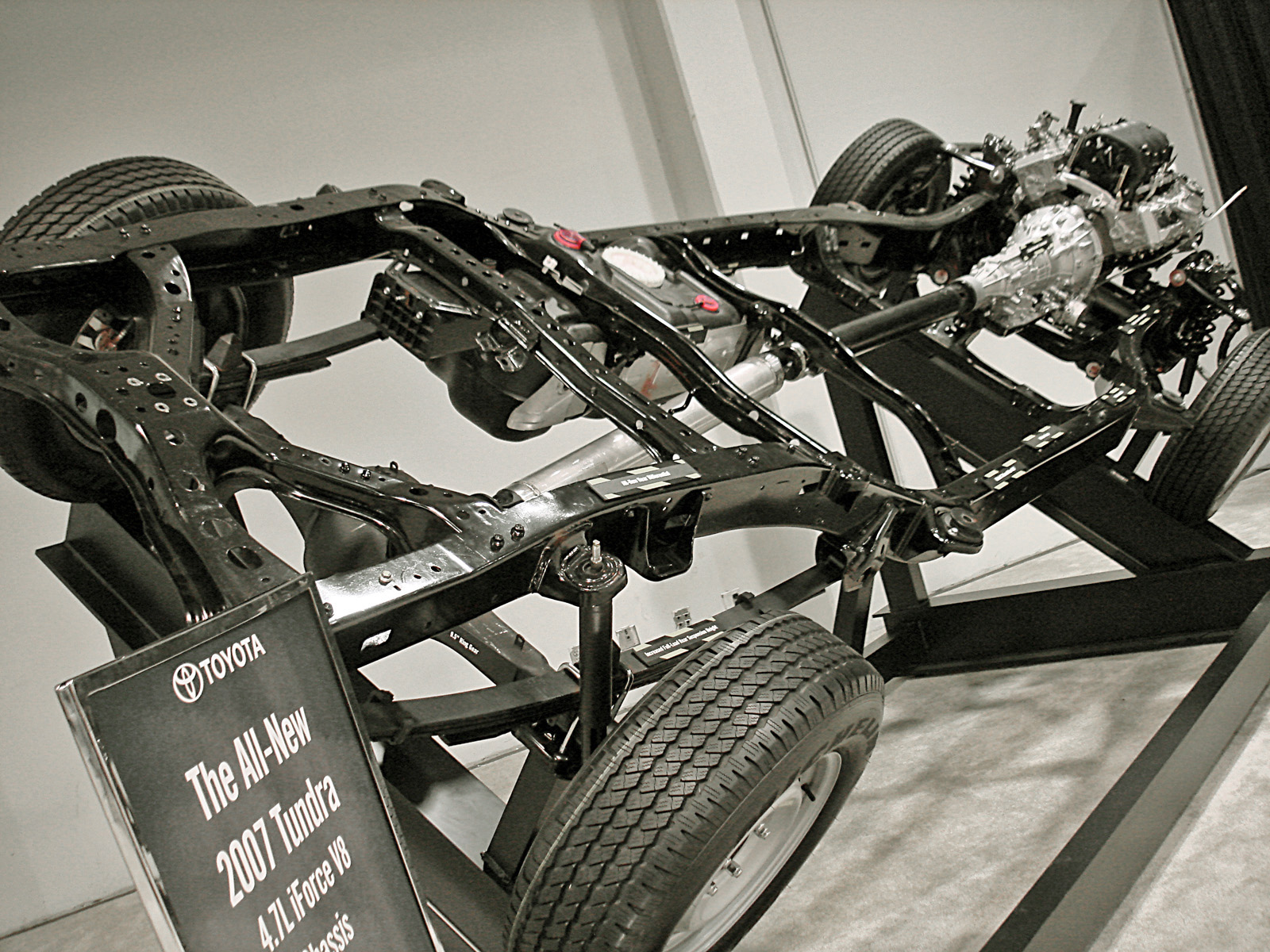
2007年型トヨタ・タンドラ。後方から見たはしご型フレームのローリングシャーシ。後車軸回りがキックアップしている。はしご型フレームは錆止めのため「シャーシブラック」と呼ばれる厚い黒色塗装を施される例が多い。

ラダーフレーム、またはH形フレームともいわれ、その名の通りはしご状のフレーム。製作と強度確保が容易で、歴史も長く現在でも採用例が多いなど、セパレートフレームの代表とも言える。
前後に通る2本のメインフレーム（サイドメンバー）の構成には、求められる仕様によって、「コ」の字形の開断面と「ロ」の字形の閉断面、それを組み合わせた部分開（閉）断面とがある。このほかに、板厚や断面積の変化、左右をつなぐクロスメンバー（はしごの段にあたる）、接合部の補強によって強度や剛性の調節をする。
強度に優れ車体架装が容易なことから、トラックのほとんどが採用しており、トラックベースの一部のバスやSUVにも用いられている。
歴史的に見ると、その初期には前身となる木製フレームの構造を受け継ぎ、一直線状のチャンネル形鋼が使われていた。真っ直ぐなチャンネルフレームは、強度確保や加工は容易ながら、上下に動く車軸と干渉しないようにすると床が高くなる欠点があるが、トラックでは実用上の問題とならないため、現在でも広く用いられている。
バスや乗用車、一部の小型トラックでは、ストレートフレームが主流の時代には後車軸をフレーム下ではなく、上方に取り付ける「アンダースラング構造」で低床化を図った事例もあるが、1930年代以降は、後輪周囲のみを一段持ち上げてフレーム下配置の後車軸サスペンションストロークを確保した「キックアップ構造」が主流となった。
それでもメインフレームやサイドメンバーが床下にあるため、乗用車での床高は完全な解消が難しく、またゴムブッシュを介した車体締結は低級振動が発生しやすいため、乗り心地の点でモノコックボディーに対して不利となる。
日本のレントゲン車では、大型検査機器の重量に対応するため、はしご型フレームのトラックにスケルトンフレームを追加して製作されている。

#### バックボーン型

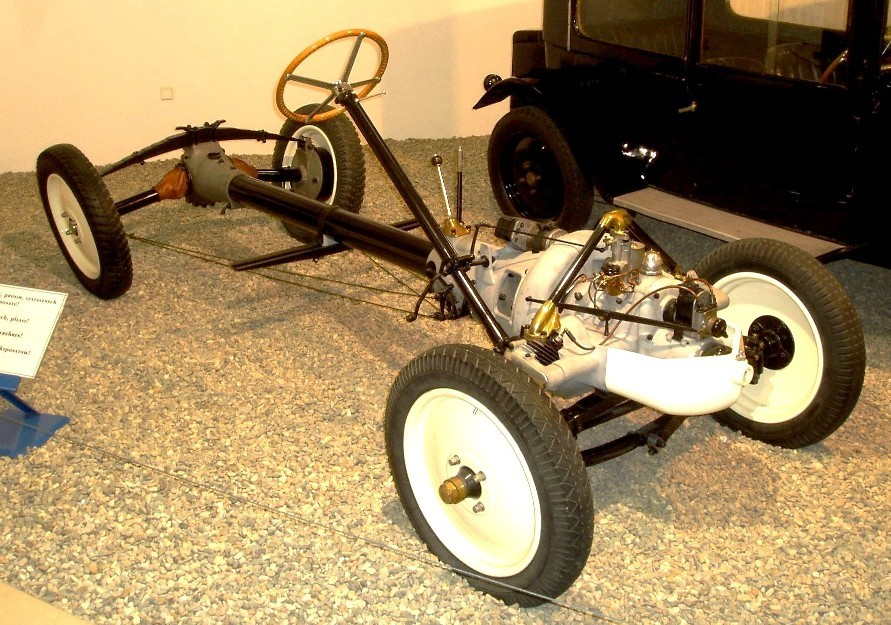
タトラ・T11のバックボーンフレーム

前後軸間の車体中心線上に「背骨」を配し、動力やサスペンションをそれに取り付けるもの。1900年頃のアメデー・ボレー2世が小型試作車に採用したのが嚆矢であるが、一般に普及したのは1924年のタトラ・T11での採用以後である。このT11ではたった一本の丸鋼管にサスペンション、エンジン、トランスミッション、デフが取り付けられており、プロペラシャフトまでもが内蔵されている。
はしご型フレームよりも軽く簡潔ながら、ねじれに強く、ボディ形状に左右されずにサスペンションやドライブトレーンを自由に設計できる利点があるが、自動車が低床化されてくると、室内空間が大きなフロアトンネルに取られる短所が顕在化したため、以降は競技車両やスポーツカーに見られる程度となっていった。
第二次世界大戦後では、アルピーヌ・A110やロータス・ヨーロッパが代表例である。
また、ロータス・エランやジャガー・Eタイプ、トヨタ・2000GTが採用した、前後サスペンション部分を「二股」に開いたX型フレームもバックボーン型に分類される。X型は1930年代にバックボーン型から派生したもので、その先駆はメルセデス・ベンツの小型モデル各車であったが、メルセデスがモノコック構造に移行した後の1957年からはGMが低床化を目的として大々的に採用（オールズモビルを除く）、1960年でXフレームを終了したポンティアック以外のキャディラック、ビュイック、シボレーでは1964年モデルまで広く使用していた。以後はもっぱらスポーツカー向けの手法となっている。

#### プラットフォーム型

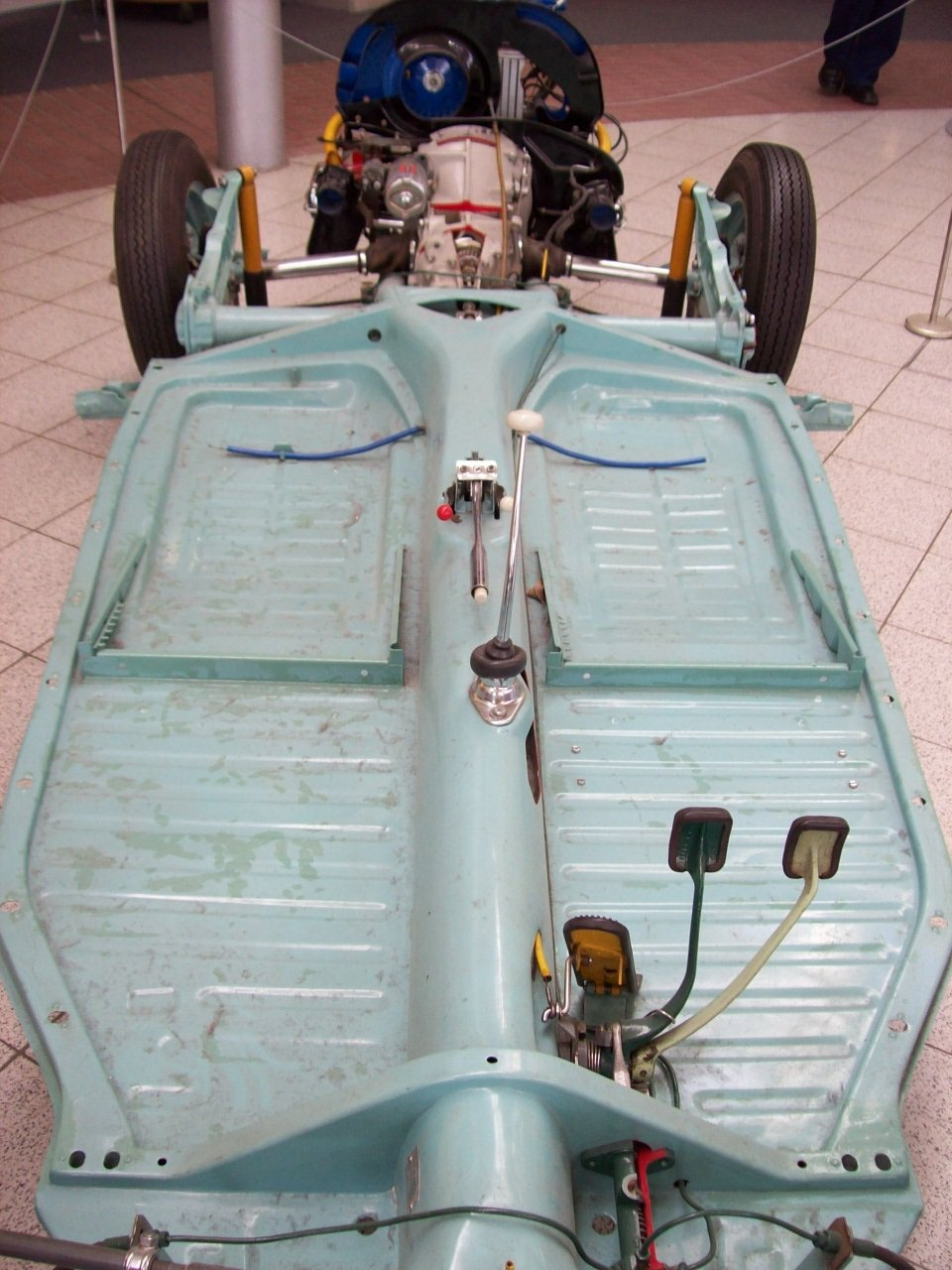
フォルクスワーゲン・タイプ1のプラットフォームフレーム

バックボーンの類型で、「背骨」と「床板」を一体化したもので、強固なフロアパンに動力とサスペンションが取り付けられている。フロアパンにも応力を負担させることでバックボーンの断面積を抑えることができ、低床化に有利となった。フレーム単体での走行は可能であるが、上記の2例に比べ、完成後のフレームと車体の分離は容易ではなく、通常は修理のためにボディーを剥がすことは無い。
タトラやフォルクスワーゲンの一連のリアエンジン車や、930型までのポルシェ・911、シトロエン・2CVおよびタイプH、ルノー・4CVなどが代表例。日本では、トヨペット・SA型が知られている。
1930年代に自動車のフレーム構造がここまで進化すると、同時期に実用化されたモノコック構造の鋼製ボディーがプラットフォームフレームと併用されるようになり、車体とフレームの組み合わせでセミ・モノコック構造を構成するに至った。これはやがて第二次世界大戦後の乗用車における主流設計となったフル・モノコック構造へと発展した（ここでの「セミ・モノコック」と「フル・モノコック」は、航空機の分野での「セミ・モノコック」とは全く異なる用語法なので注意）。

#### ペリメーター型

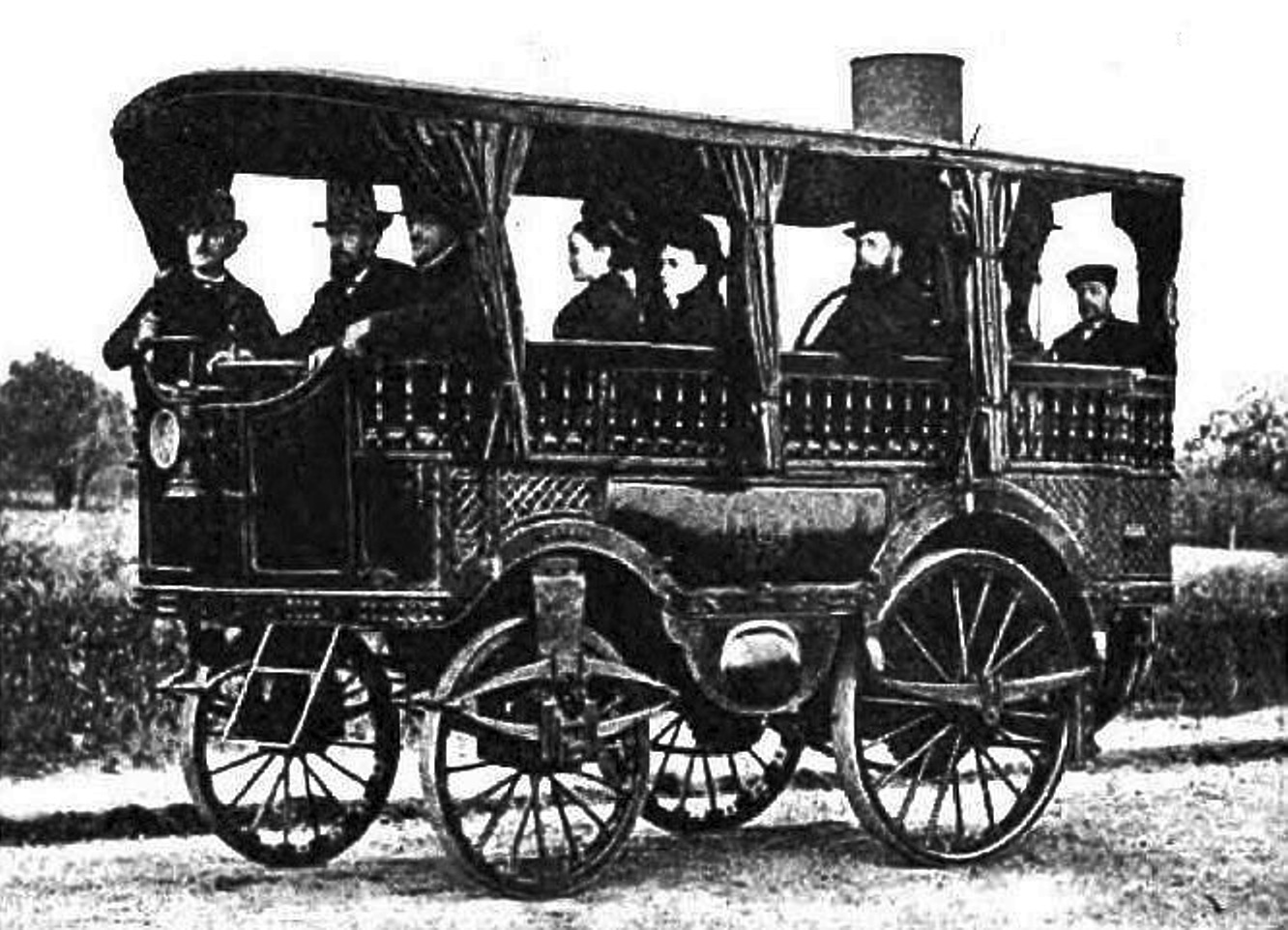
ボレー「ロベイサント」（1875年）。フレームを車体外縁部に巡らせた、原始的なペリメーターフレームを採用した。

ペリメーターとは、周囲、周辺の意。ボディー床の周囲にフレームをつけたもので、中間にメンバーを通さないため、フロアを低くすることができる。しかし、そのままではねじり剛性や曲げ剛性が低くなるため、ボディーと一体化し、応力の一部をボディーに負担させることでそれを補っている。
他のフレーム構造に比べ、軽量でコストも低く、衝突時のエネルギー吸収では、フレームレス構造よりボディー変形を少なくすることができるという利点がある。
歴史は極めて古く、1875年にフランスのアメデー・ボレーが開発した大型蒸気自動車「ロベイサント」(L'Obéissante) に早くも採用されていたが、盛んに用いられるようになったのは、1950年代以降のアメリカ車が、ハイドロフォーミングで成形したこのフレームとモノコックボディーとを組み合わせたセミ・モノコック構造を採るようになってからである。早い事例では1948年型ハドソンの「ステップダウン」シャーシがあり、はしご型フレームの在来車種と比較して非常な低床構造による低重心と足元の広さを売りとしていた。また1965年以降はGM各車で広範に使用された（これはそれ以前のX型フレームが側面衝突に弱いのではないか、という市場の世評に影響された方針転換とも言われる）。

##### 代表的車種
- GM シボレー・コルベット - 2本の鋼管から形成されたペリメーターフレームを採用。GMが独自に開発した高圧流体プレス加工（雄型を用いず、水などで代用するハイドロフォーミング）によって成形している。車体剛性の向上と軽量化などの利点がある。ドライブトレインも平坦に配置できるため、広い居住空間と荷室空間を実現した[1]
- GM キャデラック・XLR
- トヨタ・クラウン - 3代目（S50型）からマジェスタを除く9代目（S140型）(1967年 - 1995年)まで
- マツダ・オートザムAZ-1
- シトロエン・CX
- ダイハツ・コペン - D-Frameと呼称する構造を採用。フロント、サイド、リヤのフロアを切れ目なくつないだ構造とし、外装の換装を実現させている[2]。
- ホンダ・S2000 - ハイXボーンフレームと呼称する構造を採用。閉断面のフロアトンネルの高さを引き上げ前後メンバーを締結し、サイドメンバーからフロアトンネル、サイドシル、フロアフレームに効率良く荷重を分担する三つ又分担構造を形成している[3]。

## アンセパレートフレーム
非分解型のフレーム構造。

### マルチチューブラーフレーム
多数の小径鋼管を応力の発生に沿った配置に組み合わせて溶接する方法で、CADのワイヤーフレーム（線図、透視図）を実体化したような見た目となる。古くは丸鋼管を用いていたが、規格品の種類が増えた現在では、角鋼管が使われることが多い。
「鋼管フレーム」「パイプフレーム」「スペースフレーム（空間骨格 = 3次元の骨組み。建築におけるスペースフレームも参照）」、「スケルトン（骨格）」、英語で鳥かごを意味する「バードケージ (bird cage)」などの別称もあり、単にチューブラーフレームとも呼ばれるほか、ジャングルジムとたとえられることもある。
大規模な生産設備が不要でありながら、モノコック構造に勝る衝突安全性と剛性が低コストで得られ、軽量でスペースを取らない点や、改造や修復も容易なことなど、利点は非常に多い。その特徴から、レーシングカーやバックヤードビルダーを含む少量生産のスポーツカーに採用例が多く、個人レベルでの制作も可能である。伝統的に市販車を用いてきた競技のトップカテゴリは近年、市販車の骨格の差異による有利不利を無くしてメーカー参入の障壁を下げるため、NASCARやダカール・ラリー、WRCなど幅広いメジャーカテゴリで競技専用設計のチューブラーフレームに市販車の外観を被せるという規定が主流となりつつある。またSUPER GTのGTA-GT300規定やBTCCのNGTC規定のように、キャビンについては市販車のモノコックを用いることを義務付けつつ、その前後をチューブラーフレーム化することを認めているようなケースもある。
短所としては、構造上高剛性を確保しようとすると開口部が狭くなり横開き式ドアの設置が困難になることや、ロボット組み立てなどの大量生産に向かないことがある。
フェラーリはエキゾチックカーの中では生産台数が多い部類に入るため、経費と生産性の釣り合いから、キャビン（乗員室）部分のみがモノコック構造で、前後をマルチチューブラーフレームとした構成を長年にわたり踏襲している。
マルチチューブラフレームでは車体外皮は応力を負担しない場合が多く、アルミ合金や鉄の薄板、繊維強化プラスチック（FRP）で済ませるものが多いが、デューンバギー（Dune buggy）では外板の無いものも見られる。
バスでは、大きな薄板が振動することで発生する騒音（ドラミング）を防ぐ設計が必要となる。ロータス・7とケイターハム・スーパーセブンは軽量化とコストダウンのため管径を抑えており、一部の外板をチューブにリベットで接合し、応力部材として利用している。

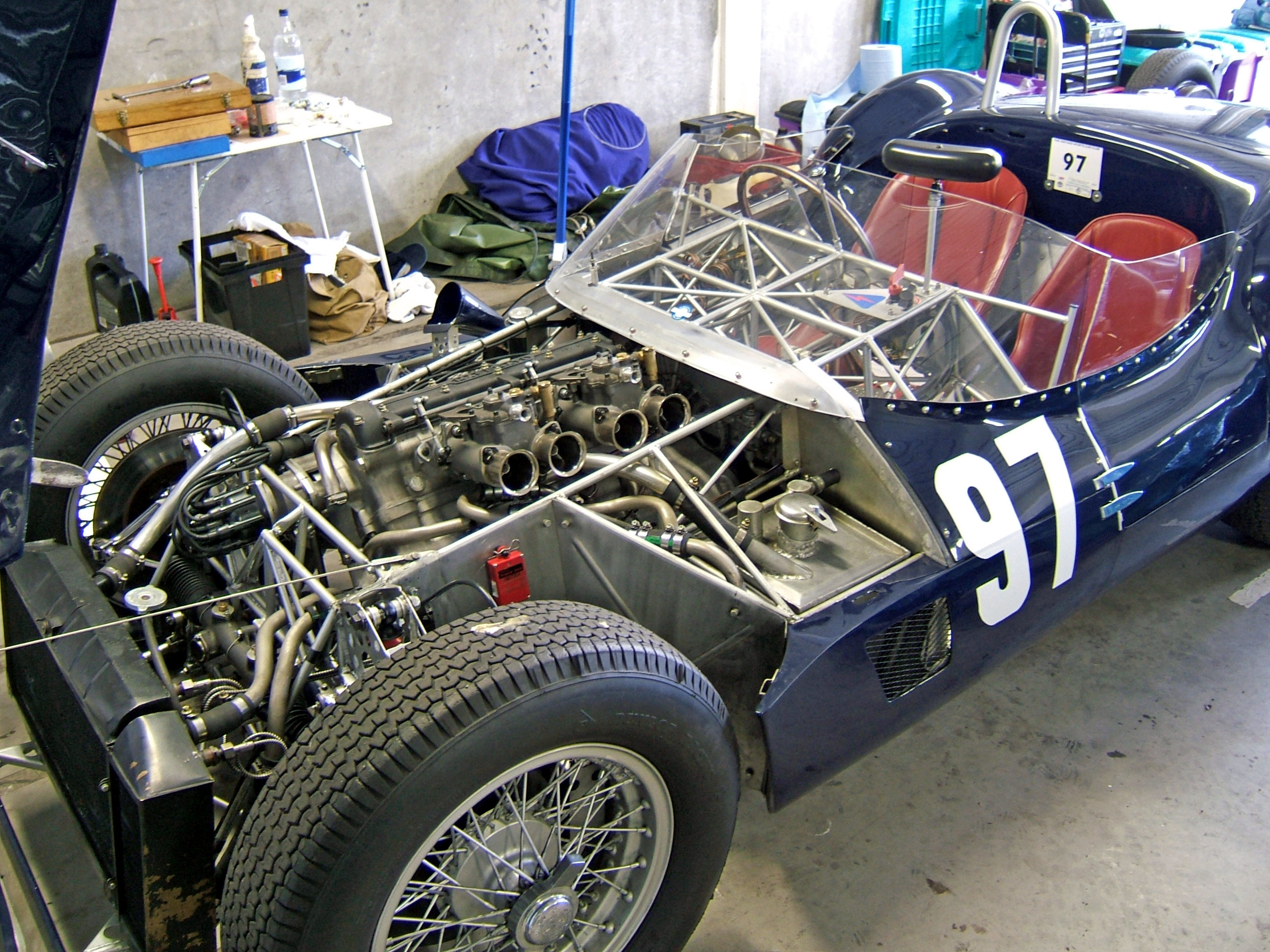
マセラティ・ティーポ61 マルチチューブラーフレーム
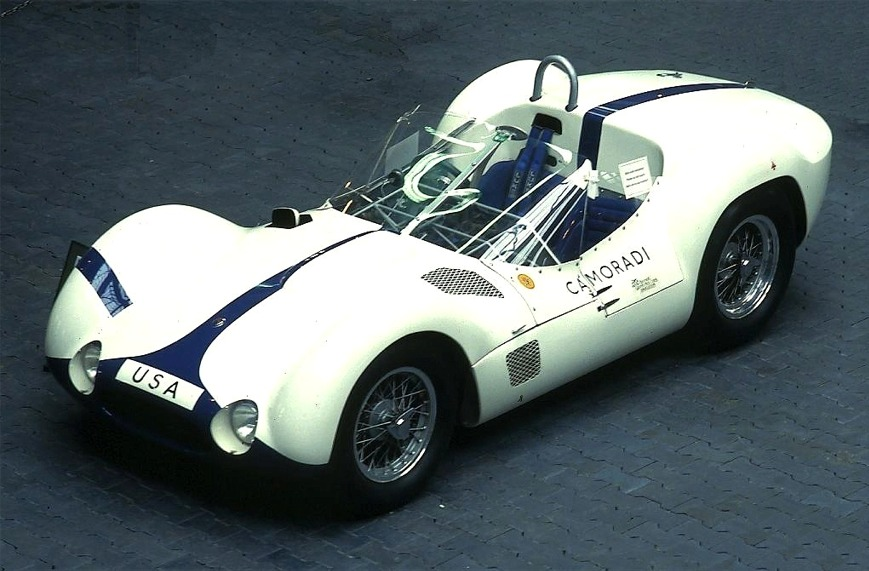
マセラティ・ティーポ61の外観。
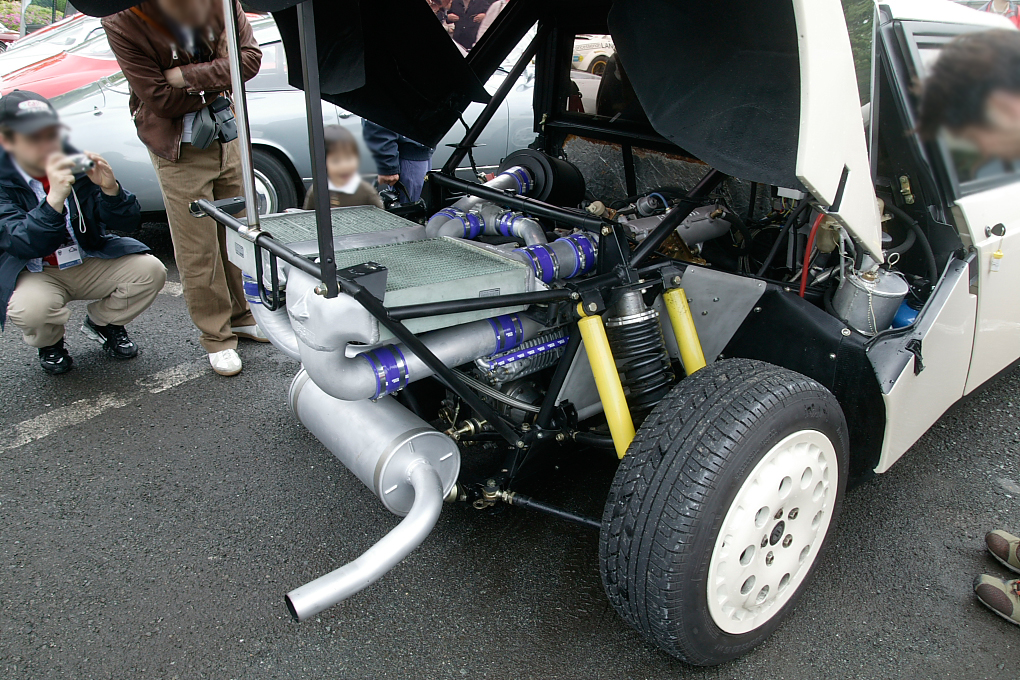
ランチア・デルタS4 マルチチューブラーフレームの例。 ボディーは単なる覆いに過ぎず、主要な機能部品は全て細い鋼管組みのフレームに取り付けられている。
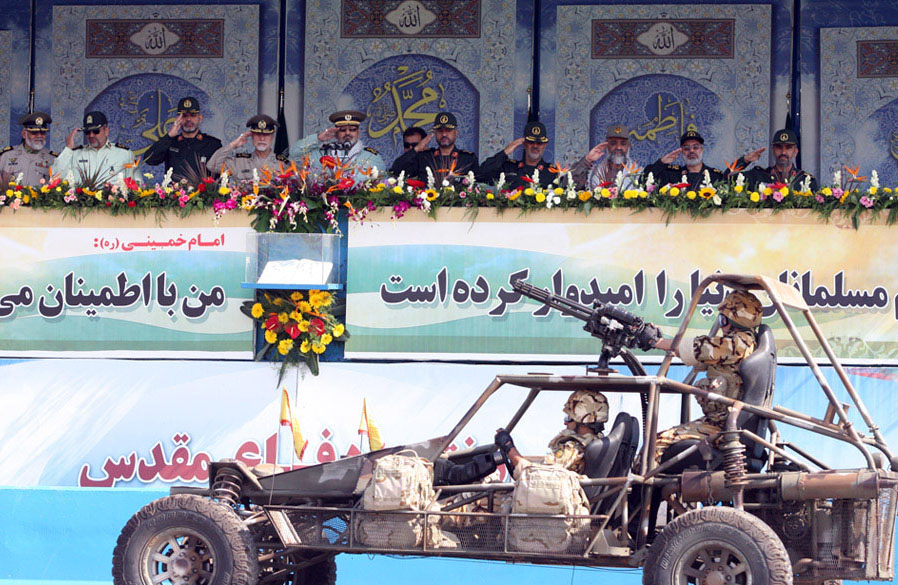
外板のない例。イラン陸軍のデューンバギー。
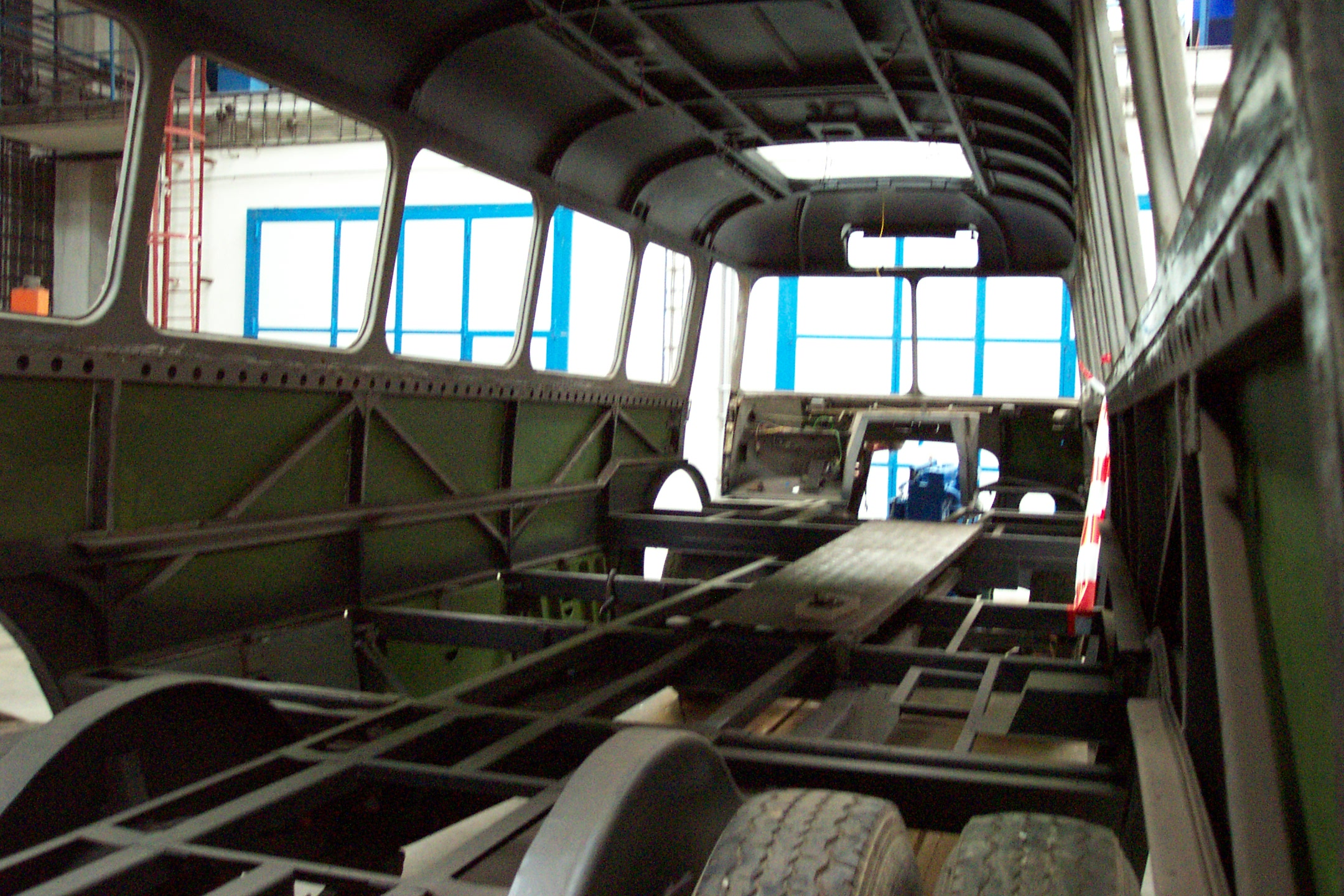
シュコダ 706 RTO MEX 大型バスにおけるマルチチューブラーフレームの車体構造。

バスでは、欧州において古くからこの工法が用いられており、モノコックのように車体形状や開口部が強度や剛性に影響を与えることがないため、パワートレインやドアの配置、窓の形と大きさなどの自由度が大きく、2階建バスや連節バスをはじめ多彩なバリエーションを生んできた。同じ理由で、米国製をはじめとする自走式キャンピングカー（RVやモーターホームと呼ばれるもの）もほとんどがこの工法で製作されている。
日本のバス車両では、1977年（昭和52年）に日野自動車と日野車体工業が大型観光・高速バス「スケルトン RS」を初めて製品化。その商品名から「スケルトンボディ」の名が広まった。日野自動車はさらに、1980年（昭和55年）には路線バスとして初めてマルチチューブラーフレームを採用した中型車「レインボーRJ」を発売、日本のバスの脱モノコック化に先鞭をつけた。三菱自動車工業（現：三菱ふそうトラック・バス）もこれに続き、1982年（昭和57年）にマルチチューブラーフレーム構造の初代エアロバスを発売。その後は他社も同様のバス車体を製造するようになり、日本のバスでもマルチチューブラーフレームの車体が主流となった。

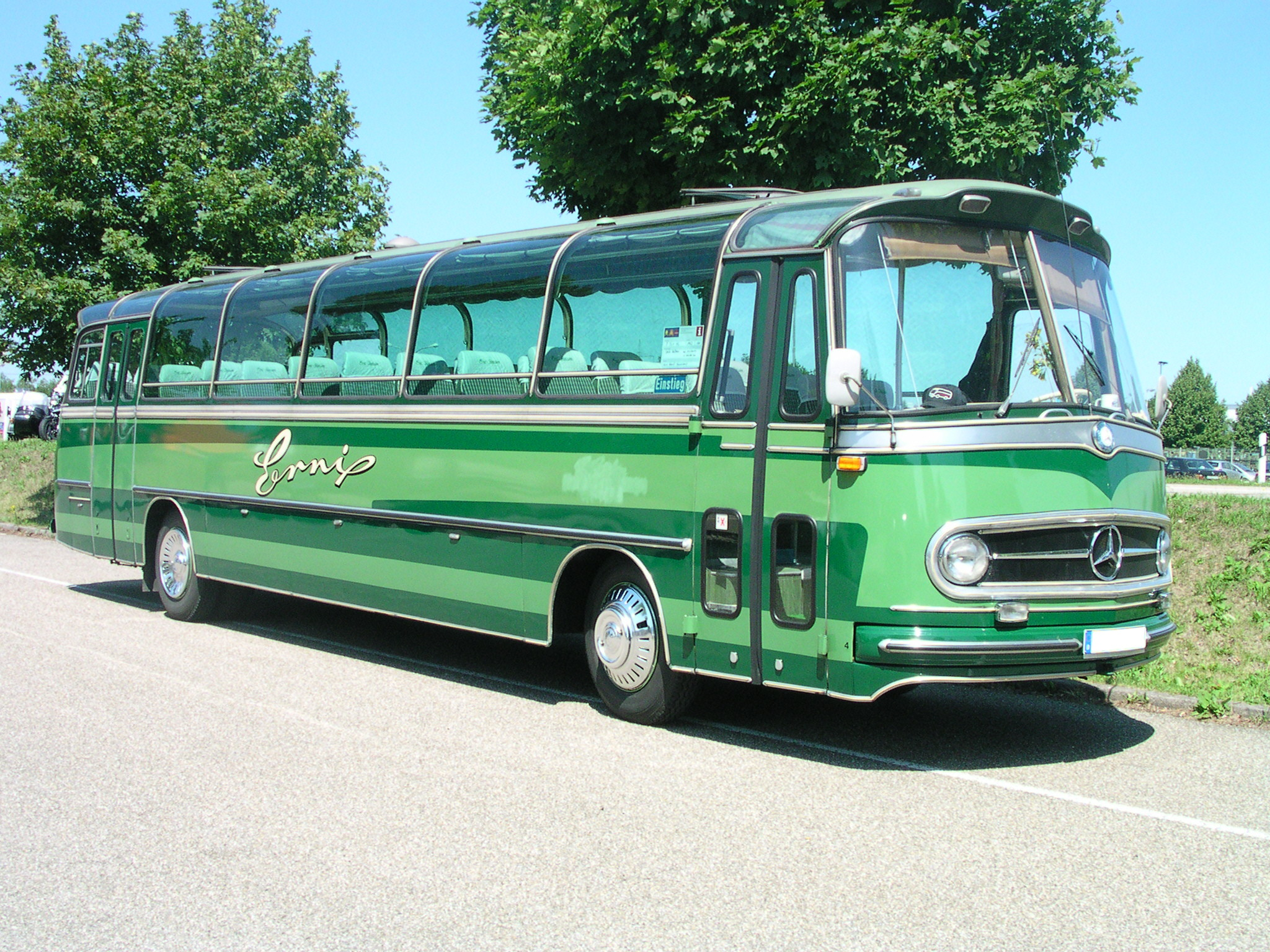
メルセデス・ベンツ・O 321 HL 1954 - 1964 バスボディーの場合、大きな窓と細いピラー、リベットのない外板など、モノコック構造とは対照的な外観となる。
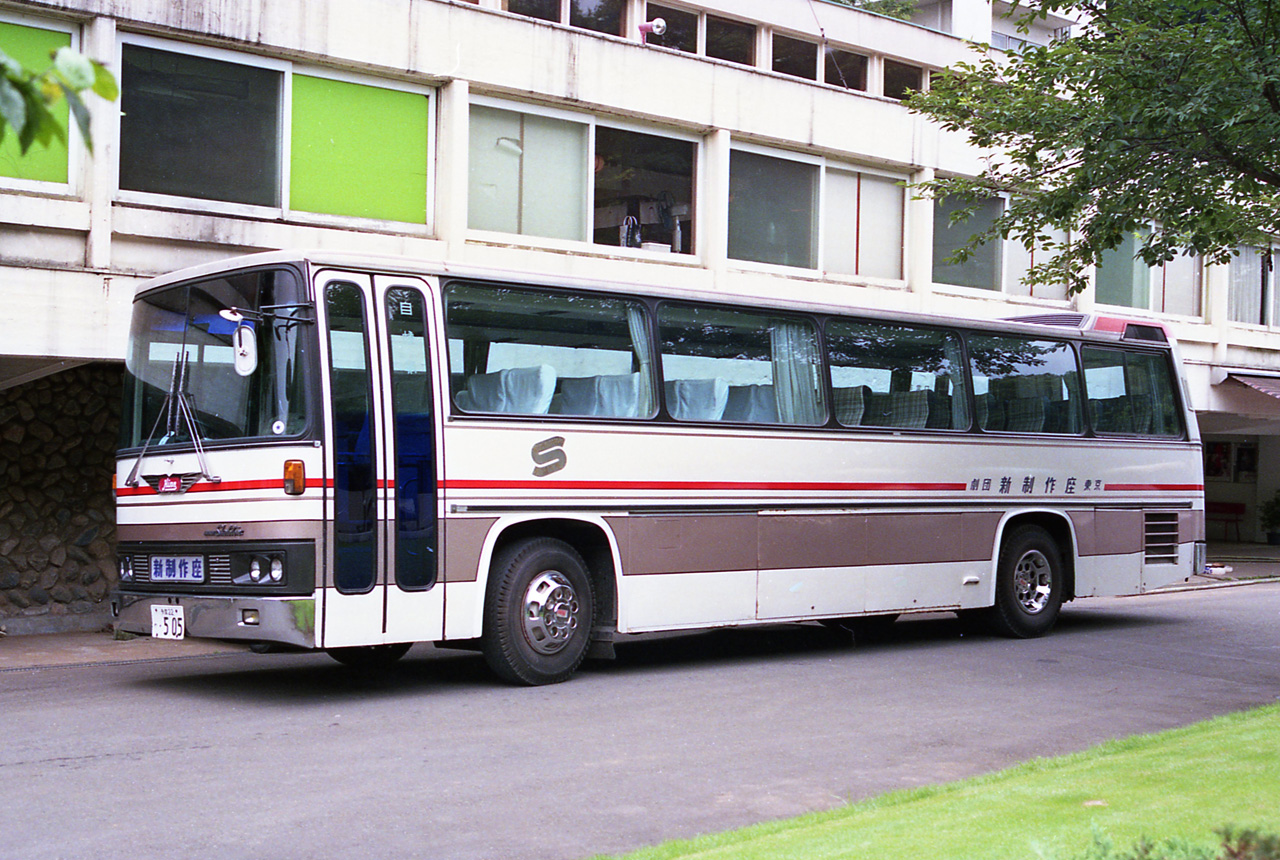
日野・スケルトン RS120P 日本のバスで最初にマルチチューブラフレーム構造を採用した。 カタログカラーに近い自家用バス。

### スーペルレッジェーラ
レッジェーラ（leggera）とはイタリア語で「軽量」を意味する語で、一部英語風に「スーパーレジェーラ」とも呼ばれる。ミラノの老舗カロッツェリアであるトゥーリングが得意とし、特許を持っていた。
鋼板溶接組み立てのプラットフォームの上に、ボディ形状をかたどった小径鋼管のマルチチューブラーフレームを建て、それに板金加工したアルミ薄板の外板を被せ、アルミリベットで固定する構造。車体表面のリベットや継ぎ目はパテで埋められる。
鉄とアルミのイオン化傾向の違いにより発生する異種金属接触腐食を防ぐため、フレームと外板の間には絶縁紙をはさみ込んでいた。

### ビルトインラダーフレーム

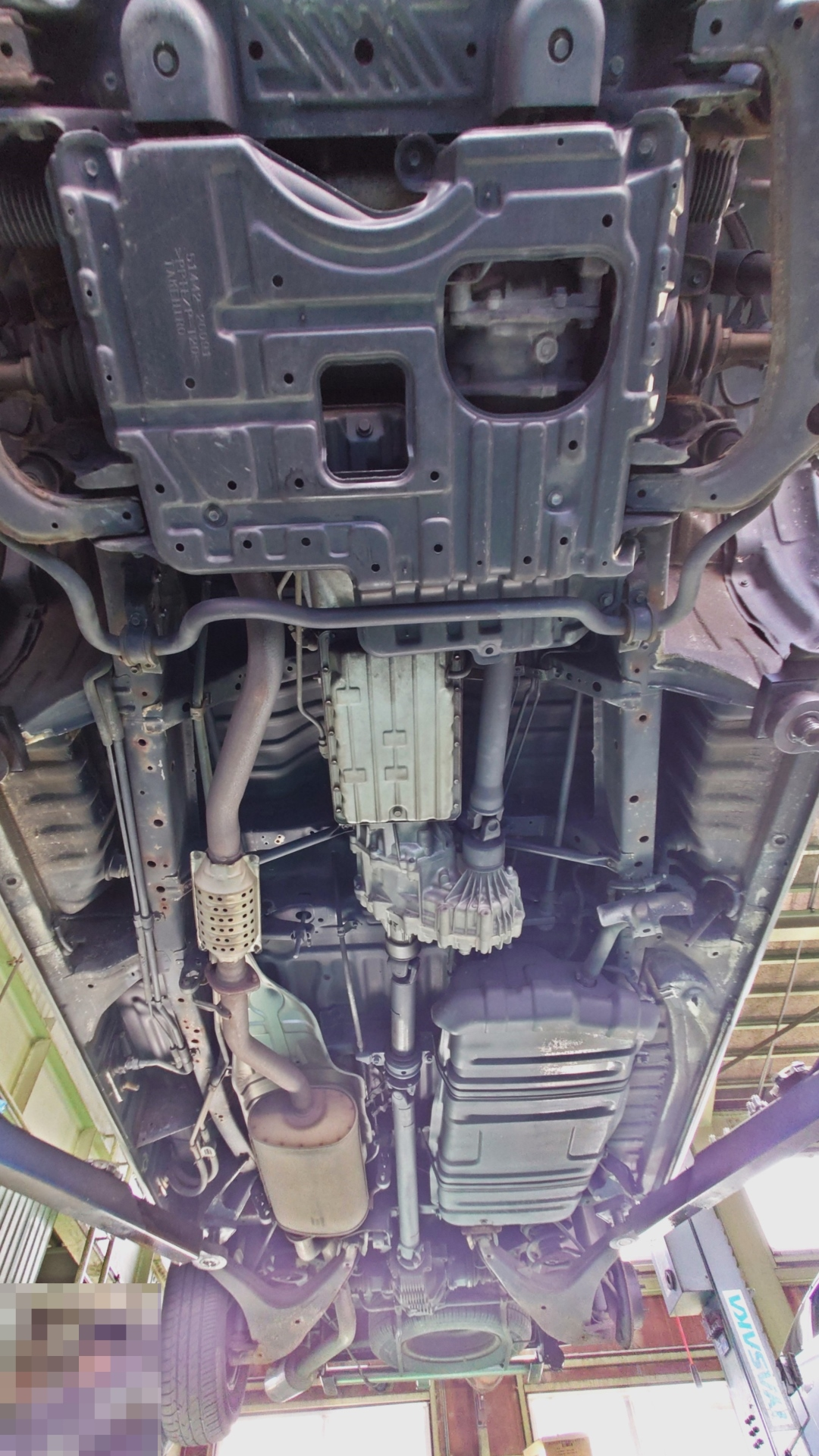
ビルトインラダーフレームの例。
トヨタ・グランドハイエースの床下構造。左右に貫通するラダー構造が確認出来る

モノコックの底部にラダー（ハシゴ型）フレームを組み込んだ折衷的スタイル。大荷重を支える必要のある商用車やその派生車種のワンボックスカーや発展形のミニバン、ハシゴ型セパレートフレームを持つクロスカントリー車からの代替わりによって発生した。
純粋なラダーフレーム型やプラットフォーム型、ペリメーターフレーム型とは異なり車体の大部分を占めるモノコックとは溶接されており、不可分である。そのためフレーム単体で応力を受け持つ事が出来ず、必然的にフレーム単体での車両の支持は出来ない。その反面、剛性と路面追従性においてはラダーフレームとモノコックの良い所取りとなり、また構造上ラダーフレームの下部にサスペンションや駆動系、燃料タンクなどの重要な部品が装着されるため、ラダーフレームより上の空間がすべて活用できる。
その構造からモノコックの一種として扱われる。

#### 代表的車種
- 三菱・デリカスペースギア - 2代目パジェロのフレームにモノコックを組み合わせた構成。
- 3代目･4代目三菱・パジェロ - ハシゴ型フレームをモノコックに組み込んだ構成。前述のデリカスペースギアからの発展形。
- 3代目スズキ・エスクード - 同上。スズキではこれを「ビルトインラダーフレーム」と呼称している。
- ダイハツ・ビーゴ/トヨタ・ラッシュ - 同上。このボディはインドネシアで生産されている、7人乗りミニバンのダイハツ・セニア/トヨタ・アバンザのボディをベースに開発が進められ、専用に新設計されたものである[5]。
- 2代目日産・テラノ  - 日産ではモノフレーム(モノコック+ラダーフレームからの造語)と呼称[6]。
- 日産・エルグランド - 初代は上記テラノとプラットフォーム及びコンポーネントを共用。
- 日産・キャラバン - 車両の前端から後端まで貫通するラダーフレームを持つ[7]。
- トヨタ・ハイエース - 同上。
- トヨタ・グランビア/トヨタ・グランドハイエース - 欧州向けのハイエースとコンポーネントを共用。

## ユニコンストラクション
フレーム構造を持たないもの。

### モノコック

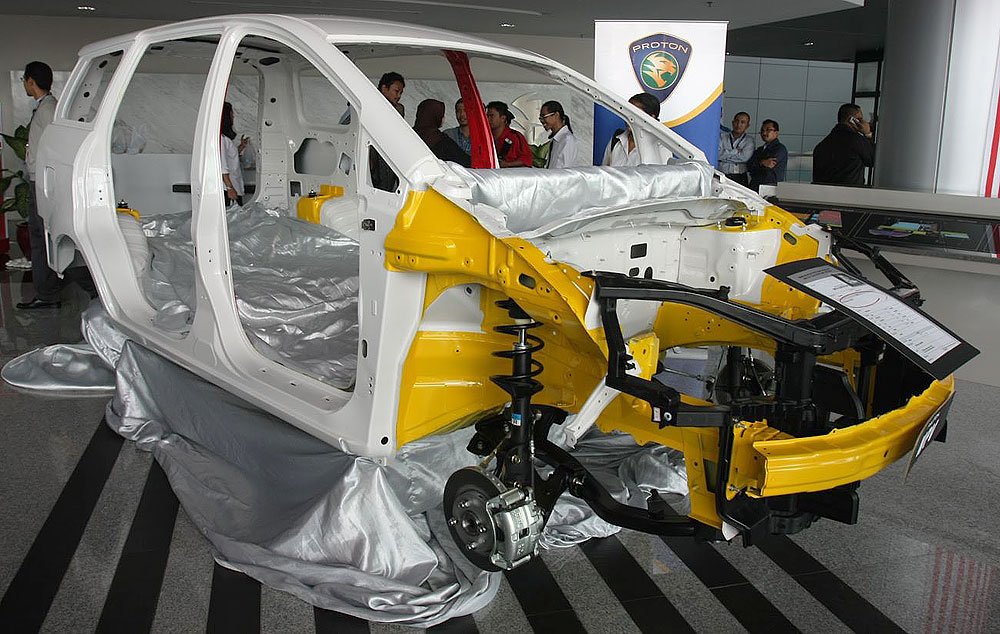
プロトン・イグゾラのモノコック

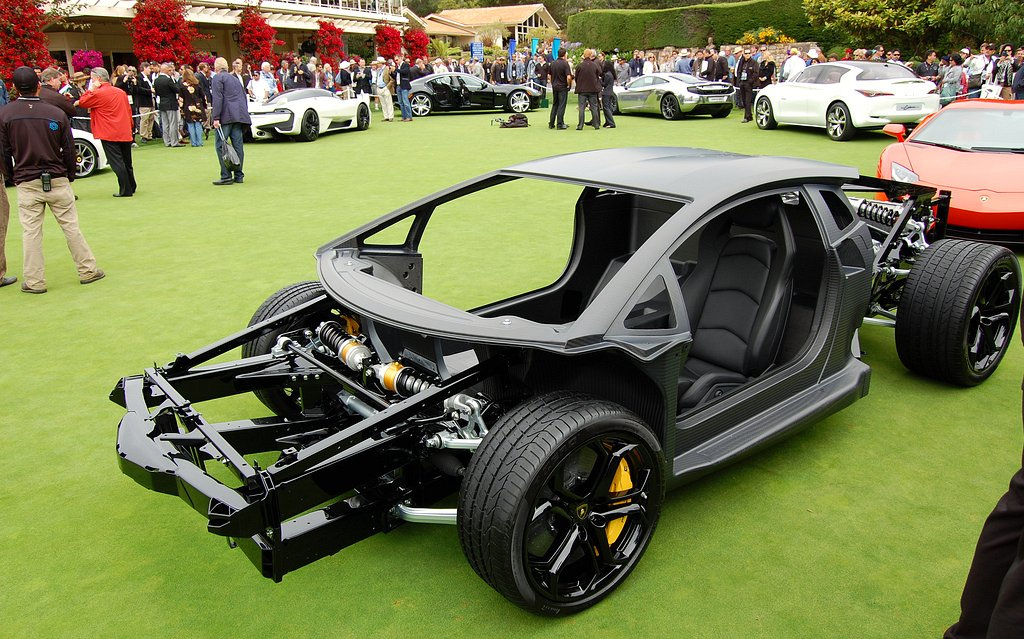
ランボルギーニ・アヴェンタドールのリアフェンダーが無いセミモノコックシャシー

モノコック：フランス語のmonocoqueから。モノ(mono)＝ひとつの～、コック(coque)＝二枚貝の殻・船体の意。
フレームレスボディーの総称。米国では「モノコック」は技術用語として使われ、自動車ジャーナリズムなど一般には「ユニボディー (unibody) 」の語が使用される。
1922年発表のランチア・ラムダが最初のモノコック乗用車である。現在ではスポーツカーから低価格車まで、乗用車のほとんどがモノコック構造である。車内に大きな空間が必要とされるものに適しているため、1940年代にはバスにも普及したが、前述のとおりマルチチューブラーフレーム（スケルトンボディ）に取って代わられた。
捻れや撓みに強く、補助構造材を必要としないため軽量化が図れる。またNVH上でも有利なため、燃費と乗り心地の双方に優れている点から、一般的な乗用車全般に向いた構造である。一方で局部的に過大な応力を受けると破断しやすく、その部分だけでなくモノコック全体が変形してしまう。モノコックボディの自動車の場合、ミリ単位で車体全体を修正する必要があり、歪んだままだと走行性能に悪影響が出る。中古車情報誌や中古車売買サイトで「修復歴」または「事故歴」の有無の項目があるのはこのためである。「修復歴」とは「ボディー修正装置」でボディーを修正した経歴のことである。自動車の構造を修復する機械を、従来は「フレーム修正機」と呼んでいたが、現在の乗用車ではモノコックボディー構造が主流のため「ボディー修正装置」と呼ぶようになった。
同じ乗用車でもクロスカントリー車がフレームレスボディーではなくラダーフレームを採用しているのは、悪路でボディーをヒットした際に歪みで走行不能に陥らないようにするためや、重さゆえに渡河で流されづらくするためである。ラダーフレームはボディと足回り（シャシー）が独立しているため、ボディだけならいくらダメージを受けても走行性能は影響を受けないのである。
一般の自動車では、フロアパン、リアフェンダー、バルクヘッド、ピラー、ルーフで応力を受け持ち、フロントフェンダー等は別部品となる。オープンボディーの場合は別途補強が必要となる。暴走族によく見られる車両の改造例として、セダンのルーフを切り取っただけの「オープンカー」があるが、すぐに使い物にならなくなる。これはルーフが無くなることにより設計時に想定されていない応力が発生し、モノコック全体が変形して悪影響が出てしまうためである。市販のオープンカーや祝賀パレード用などのセダン改造オープンカーでは応力を計算した補強改造がされている。この補強のため、クローズドボディとオープンボディが併売される車種では、ルーフがない分軽いという印象に反して基本的にオープンボディのほうが車重は重くなる。このためホンダ・S2000やダイハツ・コペンのように、モノコックを基にしつつも限りなく別物に近い構造を採用するオープンカー専用設計車も多く存在する。
高い運動エネルギーを発生する車種や、静粛性が重要な車種では、前後サスペンションは「エンジンメンバー」や「アクスルキャリア」といったサブフレームを介してモノコックに取り付けられることが一般的となりつつある。ただしサスペンションの取り付け方法は、車両組立工程の都合によって左右される。